# Sepp Schönmetzler

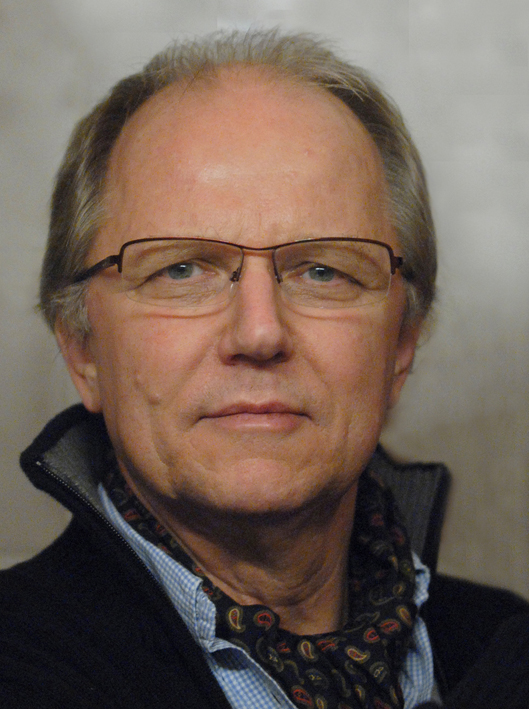
Sepp Schönmetzler (2008)

Sepp Schönmetzler (* 24. September 1944 in Etzdorf, Landkreis Döbeln, Sachsen) ist ein ehemaliger deutscher Eiskunstläufer, Trainer und Journalist.

## Sport
Schönmetzler begann im Alter von vier Jahren mit dem Eiskunstlaufen. Er startete für den SC Rießersee und wurde von seinem Vater trainiert, dem Diplom-Turn- und Sportlehrer Josef Schönmetzler. Er wurde im Jahr 1962 und 1965 deutscher Meister im Eiskunstlauf der Herren. Von 1961 bis 1965 nahm er an Europameisterschaften teil und beendete sie immer mindestens als einer unter den besten acht. Seine beste Platzierung war der vierte Platz bei seiner letzten Europameisterschaft 1965. An Weltmeisterschaften nahm er von 1962 bis 1965 teil, dort war sein bestes Ergebnis der siebte Platz 1963. Bei seinen einzigen Olympischen Spielen wurde Schönmetzler 1964 Zwölfter, beim Sieg seines Landsmanns Manfred Schnelldorfer. Nach dem Ende seiner Amateurkarriere im Jahr 1965 wurde er Profi und ging für zwei Jahre zur Eisrevue-Ice Capades.

## Beruf
Im Jahr 1963 erwarb Sepp Schönmetzler das Abitur in Oberstdorf. Im Jahr 1965 wurde er Ehrenbürger von Colorado Springs, Colorado, USA. Ab dem Jahr 1967 studierte er an der Staatlichen Höheren Fachschule für Fotografie in Köln die Fachrichtung „Technisch-Wissenschaftliche Fotografie“ und schloss das Studium im Jahr 1970 als Dipl.-Ing. für Technisch-Wissenschaftliche Fotografie ab.
Seit dem Jahr 1967 war er außerdem zwei Jahre lang Eiskunstlauf-Trainer beim Kölner Eisklub. Im Jahr 1970 wurde Sepp Schönmetzler auch Fachübungsleiter für Eiskunstlauf.
Im Jahr 1972 begann er für drei Jahre bei der BILD-Zeitung als Fotojournalist zu arbeiten; zunächst drei Monate in Köln, anschließend in Hamburg. Im Jahr 1972 folgte außerdem eine ehrenamtliche Mitarbeit bei den Olympischen Sommerspielen in München. Er wirkte bei der Produktion der Dorfzeitung mit. Im Jahr 1976 folgte das Studium der Sportwissenschaften an der Deutschen Sporthochschule Köln (DSHS). Dieses Studium schloss er im Jahr 1979 als Diplom-Sportlehrer ab. Im Jahr 1977 wurde er Fachübungsleiter Tennis. Zwischen den Jahren 1979 und 1991 war er als Wissenschaftlicher Angestellter an der DSHS tätig. Außerdem war Sepp Schönmetzler ab dem Jahr 1979 für 14 Jahre Trainerausbilder im Auftrag des DSB, LSB, der Trainerakademie in Köln, der Deutschen Eislauf-Union, des Eissport-Verbandes Nordrhein-Westfalen und anderer Fachverbände auf allen Aus- und Weiterbildungsstufen. Im Jahr 1983 wurde Sepp Schönmetzler für drei Jahre Cheftrainer der Eissportabteilung beim TSV Bayer 04. Im Jahr 1984 folgte die Promotion zum Doktor der Sportwissenschaften in den Fächern Biomechanik und Allgemeine Trainings- und Bewegungslehre an der DSHS. Im Jahr 1986 übernahm Sepp Schönmetzler die Stelle des Eiskunstlauf-Bundestrainers in Österreich für ein Jahr und wurde 1988 Cheftrainer Eiskunstlauf beim TUS Wiehl 1891.
Seit 1992 arbeitet Sepp Schönmetzler als freiberuflicher Journalist und Sportveranstalter. Er gründete den „Verlag für Sportfachinformation“ und gab das Eissport-Magazin heraus, welches 2009 eingestellt wurde. Seitdem gibt es dieses nur noch als Internet-Homepage.

## Familie
Schönmetzler war von 1979 bis 2002 verheiratet. Aus dieser Ehe sind zwei Kinder hervorgegangen.

## Ergebnisse
| Wettbewerb / Jahr        | 1960 | 1961 | 1962 | 1963 | 1964 | 1965 |
| ------------------------ | ---- | ---- | ---- | ---- | ---- | ---- |
| Olympische Winterspiele  |      |      |      |      | 12.  |      |
| Weltmeisterschaften      |      |      | 13.  | 7.   | 10.  | 11.  |
| Europameisterschaften    |      | 7.   | 8.   | 5.   | 6.   | 4.   |
| Deutsche Meisterschaften | 3.   | 2.   | 1.   | 2.   |      | 1.   |